# Sula-szigeteki pitta
A Sula-szigeteki pitta (Erythropitta dohertyi) a madarak osztályának verébalakúak (Passeriformes) rendjébe és a pittafélék (Pittidae) családjába tartozó faj.
A magyar név forrással nem megerősített, lehet, hogy az angol név tükörfordítása (Sula Pitta).

## Rendszerezése
A fajt Walter Rothschild angol ornitológus írta le 1898-ban, a Pitta nembe Pitta dohertyi  néven. Egyes szervezetek a vöröshasú pitta (Erythropitta erythrogaster) alfajaként sorolják be Pitta erythrogaster dohertyi néven.

## Előfordulása
Indonéziához tartozó Banggai és Sula-szigetek (Peleng, Taliabu és Mangole) területén honos. Természetes élőhelyei a szubtrópusi és trópusi síkvidéki esőerdők és cserjések, folyók és patakok környékén, valamint ültetvények és másodlagos erdők. Állandó nem vonuló faj.

## Megjelenése
Testhossza 16-18 centiméter.

## Természetvédelmi helyzete
Az elterjedési területe kicsi és folyamatosan csökken, ennek következményeként egyedszáma is csökken. A Természetvédelmi Világszövetség Vörös listáján mérsékelten fenyegetett fajként szerepel.